# Аксион
Аксио́н (англ. axion от axial + -on) — гипотетическая нейтральная псевдоскалярная элементарная частица, квант поля, постулированного для сохранения CP-инвариантности в квантовой хромодинамике в 1977 году Роберто Печчеи (R. D. Peccei) и Хелен Квинн (H. R. Quinn) (см. Теория Печчеи — Квинн). Аксион должен представлять собой псевдоголдстоуновский бозон, возникающий в результате спонтанного нарушения симметрии Печчеи — Квинн.

## Название
Название частице дано Фрэнком Вильчеком по торговой марке стирального порошка, так как аксион должен был «очистить» квантовую хромодинамику от проблемы сильного CP-нарушения, а также из-за связи с аксиальным током. Стивен Вайнберг, независимо от Вильчека (но на неделю позже) предположивший существование этих частиц, хотел дать им название «хигглет» (higglet), однако после обсуждения с Вильчеком согласился с «аксионом».

## Свойства аксионов
Аксион должен распадаться на два фотона, его масса зависит от величины вакуумного ожидания полей Хиггса V как ~1/V. В оригинальной теории Печчеи — Квинн V ~ 100 ГэВ и масса аксиона ~ 100 кэВ, что, однако, противоречит экспериментальным данным по распаду кваркониев — ψ- и Υ-мезонов, состоящих из однотипных кварка и антикварка. В модифицированной в рамках Великого Объединения теории значения V значительно выше, и аксион должен быть очень слабо взаимодействующей с барионным веществом частицей малой массы. Существуют работы, вводящие шкалу масс, связанную с массой аксиона, значительно выше V; это приводит к значительно меньшей константе связи аксиона с другими полями и решает проблему ненаблюдения этой частицы в существующих экспериментах. Широко обсуждаются две модели такого рода. В одной из них вводятся новые кварки, несущие (в отличие от известных кварков и лептонов) заряд Печчеи — Квинн и связанные с так называемым адронным аксионом (или KSVZ-аксионом, аксионом Кима — Шифмана — Вайнштейна — Захарова). Во второй модели (так называемый GUT-аксион, DFSZ-аксион, или аксион Дайна — Фишлера — Средницкого — Житницкого) отсутствуют дополнительные кварки, все кварки и лептоны несут заряд Печчеи — Квинн и, кроме того, необходимо существование двух хиггсовских дублетов.
Аксион рассматривается как один из кандидатов на роль частиц, составляющих «тёмную материю» — небарионную составляющую скрытой массы в космологии.
В течение 2003—2004 годов был выполнен поиск аксионов с массой до 0,02 эВ. Аксионы обнаружить не удалось и был определён верхний предел константы фотон-аксионного взаимодействия {\displaystyle g_{a\gamma }} < 1,16⋅10−10 ГэВ−1 .
Астрофизические ограничения на массу аксиона и его константу связи с фотоном получены из наблюдаемой скорости потери энергии звёздами (красными гигантами, сверхновой SN1987A и т. д.). Рождение аксионов в недрах звезды привело бы к её ускоренному охлаждению, аналогично процессу нейтринного охлаждения.

## Эксперименты по обнаружению
Аксионы, летящие от Солнца, в магнитном поле Земли могут за счёт обратного эффекта Примакова превращаться в фотоны с энергией рентгеновского диапазона. В данных европейского космического рентгеновского телескопа XMM-Newton (Multi Mirror Mission) было обнаружено, что интенсивность рентгеновского излучения, зарегистрированного зондом из области сильного магнитного поля на солнечной стороне Земли, несколько выше сигнала от магнитосферы с теневой стороны планеты. Если учесть все известные источники рентгеновского излучения, то фоновый сигнал должен быть одинаковым из областей с сильным и слабым полем. Один из возможных механизмов нагрева Солнечной короны — излучение Солнцем аксионов или аксионоподобных частиц, которые превращаются в фотоны в областях с сильным магнитным полем.
С 2003 г. в ЦЕРНе проводится эксперимент CAST (CERN Axion Solar Telescope) по обнаружению аксионов, предположительно испускаемых вследствие эффекта Примакова разогретой до ~15⋅106 K плазмой солнечного ядра. Детектор основан на обратном эффекте Примакова — превращении аксиона в фотон, индуцированном магнитным полем. Проводятся и другие эксперименты, направленные на поиск потока аксионов, излучаемых ядром Солнца.
Эксперимент ADMX (Axion Dark Matter Experiment) проводится в Ливерморской национальной лаборатории (Калифорния, США) с целью поиска аксионов, предположительно образующих невидимое гало нашей Галактики. В этом эксперименте используется сильное магнитное поле для конверсии аксионов в радиочастотные фотоны; процесс усиливается с помощью резонансной полости, настраиваемой на частоты в диапазоне от 460 до 810 МГц, в соответствии с предсказываемой массой аксиона.
Авторы эксперимента PVLAS в 2006 заявили про обнаружение двойного лучепреломления и поворота плоскости поляризации света в магнитном поле, что было интерпретировано как возможное возникновение реальных или виртуальных аксионов в пучке фотонов. Однако в 2007 авторы объяснили эти результаты как следствие некоторых неучтённых эффектов в экспериментальной установке .
В настоящее время в ЦЕРНе идёт разработка четвёртого поколения солнечного гелиоскопа IAXO — the International Axion Observatory.
В 2014 году астроном британского Университета Лестера Джордж Фрейзер (George Fraser) и его соавторы заявили, что обнаружили косвенные подтверждения существования аксионов в данных космического рентгеновского телескопа XMM-Newton.
В 2018 году опубликовано описание эксперимента по обнаружению аксионов за счёт измерения прецессии спина электрона.
В июне 2020 года коллаборация XENON сообщила, что в их установке XENON1T в низкоэнергетической (1...30 кэВ) области спектра электронов отдачи было зарегистрировано 285 событий, что на 53 штуки, или на 3,5σ, больше, чем предсказано теорией. Были рассмотрены три возможных объяснения: существование гипотетических солнечных аксионов, наличие у нейтрино магнитного момента 7⋅10-11 μB или загрязнение детектора тритием в ультраследовых количествах. Пока недостаточно данных для однозначного выбора из одного из этих трёх объяснений, обновление эксперимента до XENONnT в будущем должно будет решить эту проблему.
В январе 2021 было обнаружено жёсткое рентгеновское излучение, исходящее от изолированных нейтронных звёзд знаменитой Великолепной семёрки, источником этого излучения могут быть аксионы, распадающиеся на два фотона в сильных магнитных полях нейтронных звёзд.